# 打击恐怖主义、分裂主义和极端主义上海公约
打击恐怖主义、分裂主义和极端主义上海公约（俄语：Шанхайская Конвенция о борьбе с терроризмом, сепаратизмом и экстремизмом），是2001年上海合作组织制订的公约。公约订于中国上海，于2003年3月29日生效，保存人是中华人民共和国。目前公约有10个缔约方，即10个上海合作组织成员国。

## 背景
各缔约方遵循联合国宪章、阿拉木图联合声明、比什凯克声明、杜尚别声明和上海合作组织成立宣言的原则，认识到恐怖主义、分裂主义和极端主义对国际和平与安全，发展国家间友好关系和实现人的基本权利和自由构成威胁；认为上述现象对各方的领土完整和国家安全以及政治、经济和社会稳定构成严重威胁；确信上述现象无论其动机如何，在任何情况下不得为其开脱罪责，从事此类行为的人员应被绳之以法；深信在本公约框架内进行共同努力是打击上述现象的有效方式，制订公约。

## 内容
公约规定各缔约方应在预防、查明和惩治本公约定义的恐怖主义、分裂主义和极端主义的方面进行合作，并对国内立法、引渡、司法协助作了规定。公约还对各方中央主管机关进行的合作协助、交换情报作了规定。

## 缔约方
| 国家     | 签署时间      | 交存行动文书时间 | 对其生效时间   |
| -------- | ------------- | ---------------- | -------------- |
|          | 2001年6月15日 | 2002年5月28日    | 2003年3月29日  |
| 中國     | 2001年6月15日 | 2001年11月8日    | 2003年3月29日  |
|          | 2001年6月15日 | 2002年5月31日    | 2003年3月29日  |
| 俄羅斯   | 2001年6月15日 | 2003年2月27日    | 2003年3月29日  |
|          | 2001年6月15日 | 2002年2月8日     | 2003年3月29日  |
|          | 2001年6月15日 | 2001年9月1日     | 2003年3月29日  |
| 印度     |               | 2016年10月10日   | 2016年11月9日  |
| 巴基斯坦 |               | 2016年9月21日    | 2016年10月21日 |
| 伊朗     |               | 待定             | 待定           |